# Rózsa-Flores Eduardo
Rózsa-Flores Eduardo (Santa Cruz, Bolívia, 1960. március 31. – Santa Cruz, 2009. április 16.) bolíviai-magyar katona, színész, író, költő és publicista, a KISZ Eötvös Loránd Tudományegyetemi Bizottságának utolsó titkára, a Magyar Zsidó Kulturális Egyesület alapító tagja, a Jobbik.net szerkesztője, a Kapu és a Leleplező című folyóiratok munkatársa, az Ellenkultúra.info alapító főmunkatársa, a Magyar Iszlám Közösség alelnöke. Magyarországon és külföldön Eduardo Rózsa Flores néven is ismert volt, míg fiatalkorában a Rózsa György Eduárdó nevet használta.
2009. április 16-án Bolíviában egy Santa Cruz-i hotelszobában, máig vitatott módon, társaival együtt kommandósok agyonlőtték.

## Életútja

### Fiatalon
Rózsa-Flores Eduardo Santa Cruz de la Sierrában, Bolívia legnépesebb városában látta meg a napvilágot. Apja Rózsa György zsidó származású magyar festőművész, anyja Nelly Flores Arias katalán származású tanárnő. A család 1972-ben Chilébe költözött, ahonnan Augusto Pinochet hatalomátvétele után Svédországba települtek át politikai menekültként. 1975-ben a család úgy döntött, hogy Magyarországra költöznek. Rózsa-Flores a budapesti Szent László Gimnáziumban érettségizett 1979-ben, majd a Kossuth Lajos Katonai Főiskolát abbahagyva 1984-ben az Eötvös Loránd Tudományegyetem Bölcsészettudományi Karán kezdett tanulni, s itt szerzett bölcsészettudományi diplomát.

### A délszláv háborúban
A La Vanguardia spanyol napilap és a BBC World Service brit rádióadó spanyol nyelvű adásainak tudósítójaként dolgozott. 1991 júniusában az akkori Jugoszláviába érkezett, ahol az első külföldi önkéntesként jelentkezett a Horvát Nemzeti Gárda soraiba és harcolt a horvát függetlenségi háborúban. Részt vett a horvátországi Szentlászló (horvátul Laslovo) védelmében, ahol megszervezte az Első Nemzetközi Egységet. Később a Különleges Erők parancsnokaként megkapta a horvát állampolgárságot és Franjo Tuđman horvát elnök őrnaggyá léptette elő. 1993-ban ezredesi rendfokozatot kapott. Fronttevékenysége alatt háromszor sebesült meg.

### Bolíviai utazása
Mint az egy Kepes András által titokban készített 2008-as interjúból kiderült, Rózsa-Flores felkérést kapott a polgárháború szélén álló Bolíviából, hogy korábbi katonai tapasztalataira támaszkodva segítsen megszervezni Santa Cruz város védelmét. A város vezetői a központi hatalom, illetve az általa feltüzelt indián milíciák támadásaitól tartottak. Rózsa-Flores állította, hogy nem támadó, hanem védekező jellegű harcra készültek. Szintén elmondta, hogy a küldetésért ellenszolgáltatást nem fogad el, azt elkötelezettségből vállalja, mivel úgy érzi, kötelessége segítenie szülőföldjét.

### Halála

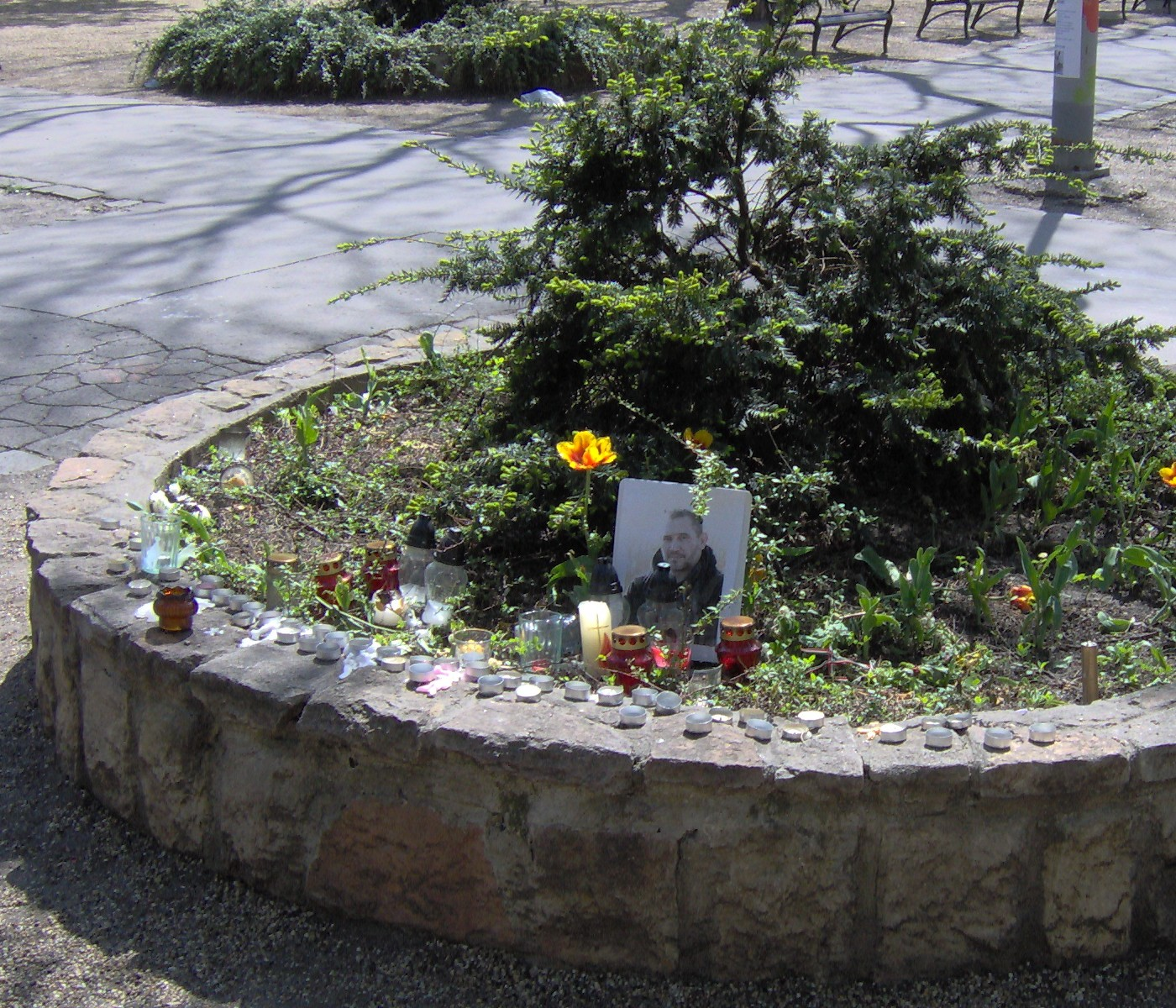
Budapest, Hunyadi tér a halála utáni napokban

A bolíviai rendőrfőnök 2009. április 16-án bejelentette, hogy két magyar és egy ír állampolgárságú férfit lőttek le az Evo Morales bolíviai elnök ellen tervezett merénylet felszámolása közben. A Caracasban tartózkodó Evo Morales elnök maga úgy számolt be az esetről, hogy még előző nap adott utasítást a külföldi zsoldosok és bűntársaik letartóztatására, és aznap kapta azt a tájékoztatást, hogy Santa Cruz városban, egy szállodában félórás lövöldözés volt. A tűzharcban három személy meghalt, ezek egyike maga Rózsa-Flores Eduardo, a másik kettő a román állampolgárságú, de magyar nemzetiségű Magyarosi Árpád illetve Michael Martin Dwyer ír állampolgár.
Rózsa-Flores holttestét családja kikérte a hatóságoktól és 2009. április 17-én szülővárosában, Santa Cruzban eltemették.
Pablo Benegas, a képviselőház Santa Cruzban vizsgáló különbizottságának ellenzéki tagja április 30-án elmondta: vizsgálatuk eredményei arra utalnak, hogy Rózsa-Flores Eduardo és két társa nem tűzharcban halt meg, hanem kivégezték őket.
2009 szeptemberében állítólag 2007-ben készült fotók kerültek elő, amelyen Wálter Andrade, az azóta megszüntetett UTARC-nak, a bolíviai rendőrség taktikai válságkommandójának századosi rangú parancsnoka látható Rózsa mellett. Bolíviai ellenzéki vezetők szerint lehetséges, hogy Evo Morales elnök kormányzata befolyásolta az állítólagos terrorista csoport szerveződését. Egy napilap szerint az UTARC irányította az áprilisi rajtaütést.
2010 májusában házi őrizetbe helyezték Gary Prado Salmón nyugdíjas tábornokot. (Ő egyébként azt a katonai alakulatot vezette 1967-ben, amely elfogta és kivégezte Che Guevarát.) Azzal gyanúsítják, hogy rejtjelezett üzeneteket váltott a Santa Cruzban tartózkodó Rózsa-Floresszel.
2010 decemberében Marcelo Soza, a nyomozást vezető bolíviai ügyész 39 személyt vádolt meg terrorizmusban és államellenes összeesküvésben való részvétellel. A fő vádlott Santa Cruz kormányzójának testvére, Pablo Humberto Costas Aguilera. A vád szerint ő irányította a csapat beutazását, finanszírozását, tudott a fegyverek beszerzéséről és a Julio Terrazas püspök rezidenciája elleni bombamerényletről is. Az ügyész szerint a csapat helyi sofőrje árulta el őket a hatóságoknál, mert a fegyvervásárlásra átvett több ezer dolláros tételt magának akarta megtartani.
Ugyancsak 2010 decemberében a WikiLeaks nyilvánosságra hozta a bolíviai amerikai nagykövetség egyik titkos táviratát, amelyben egy névtelen forrásra hivatkozva azt írják, hogy a Rózsa-Flores vezette zsoldoscsapatot maga a bolíviai titkosszolgálat, konkrétan Jorge Santiesteban ezredes, a rendőrségi hírszerzés vezetője, és a helyettese, Walter Andrade őrnagy szerződtette azért, hogy csapdát állítsanak az ellenzéki szeparatista csoportoknak, és utána azokat megsemmisítsék. A titkosszolgálat később azért likvidálta Rózsa-Floresékat, hogy eltörölje a nyomokat és hamis bizonyítékokat helyezzen el.
2012. március 8-án a bolíviai ellenzék fotókat hozott nyilvánosságra, melyek szerintük azt bizonyítják, hogy Rózsa-Florest és társait megkínozták és kivégezték.
Juan José Laguna, az egykori bolíviai főügyész biztonsági főnöke 2014-ben azt állította, hogy Rózsa-Florest a bolíviai kormány bérelte fel, hogy így fejezzék le Evo Morales elnök Santa Cruz-i ellenzékét.

## Írói munkássága
1994-ben jelent meg első könyve Magyarországon „Mocskos Háború” címmel, majd a második 1996-ban „Hallgatás Hadművelet” címmel. Ezeket követte 1999-ben a „Hűség” című verseskötet és a „Meghaltunk és mégis élünk” második, visszaemlékezéseit tartalmazó könyv. 2001-ben jelent meg az „Állapot: két háború között” című, második verseskötete, majd 2003-ban a „Disznóságok gyűjteménye”. 2004-ben „69 Titok, szerelmes versek és egy magyarázat” címmel jelentek meg versei. 2007-ben 47 szufi vers című (spanyol-magyar nyelvű) verseskötete jelent meg.

## Újságíróként
Rózsa-Flores a Jobbik.net és a Lelkiismeret '88 honlapjainak a szerkesztője volt, a Kapu főmunkatársa, a Leleplező egyik szerkesztője, az Ellenkultúra.info alapító-főmunkatársa, a Hívó Szó főszerkesztője.
2009. október 24-én posztumusz megkapta a Független Újságírók Szövetségének, "Nemzeti Újságírásért" kitüntetés "ezüst" fokozatát, "kimagasló újságírói tevékenysége" elismeréseként.

## Az őszödi beszéd kiszivárogtatása
Az őszödi beszéd kiszivárogtatásában feltételezések szerint része volt. A Kapu folyóirat főszerkesztője (aki terítette az anyagot a magyar sajtóban) saját elmondása szerint tőle kapta a hanganyagot. Ezt azonban nem támasztotta alá bizonyítékokkal. Rózsa-Flores vádolta magát Gyurcsány Ferencet is, de gyanúba keverte a teljes fideszes vezérkart is, mint kiszivárogtatót. Állítása szerint nyolc másolat készült a felvételről, amit motoros futárok juttattak el a sajtóhoz.

## Könyvei
- Mocskos háború. Egy magyar önkéntes a jugoszláviai háborúban; spanyolból ford. Bernáth M. Tamás; Bereményi, Bp., 1994
- Eduardo R. Flores–Tihanyi Tamás: Hallgatás hadművelet. Írások a délszláv háborúról, 1991–1996; H-Elen 55 BT, Székesfehérvár, 1996
- Eduardo Rózsa-Flores–Földi József: Meghaltunk, és mégis élünk. Igaz történetek a nemzetközi brigád harcosairól a balkáni háborúban; Alexandra, Pécs, 1999
- Hűség. Versek a háborúról, 1991–1996 / Vjernost. Ratne pjesme, 1991–1996 / Lealtad. Versos de la guerra, 1991–1996; szerbre ford. Bölcs Matilda; Magyar Kapu Alapítvány, Bp., 1999
- Állapot: két háború között. Versek; Magyar a Magyarért Alapítvány–Kapu Könyvek, Bp., 2001
- Disznóságok gyűjteménye. Kémek, albán szefárdok, az ördög, a halál és más nyalánkságok; Magyar a Magyarért Alapítvány, Bp., 2003
- 69 titok. Versek szerelemről és egy magyarázat; Magyar a Magyarért Alapítvány, Bp., 2004
- 47 versos sufi / 47 szúfi vers. Rumi, 1207–2007; Magyar a Magyarért Alapítvány–Kapu Könyvek, Bp., 2007
- Nem várok rád többé. Legújabb új versek, 2004–2008; magánkiadás, Bp., 2011., ISBN 9789630810012

## Filmjei
- Bolse Vita (1996), szereplő
- Vizualizáció (1997), főszereplő
- Kisváros (1997), Rosszfiú, csempész, sárkányjelmezes férfi (11 részben)
- Chico (2001), főszereplő